# Petr Jirmus
Petr Jirmus (26 de diciembre de 1957) es un  piloto acrobático checo.
De 1983 a 1986, que se consideran la "era dorada" de la Checoslovaquia acrobacias aéreas, Petr Jirmus ha ganado el título de campeón del mundo de vuelo acrobático dos veces en categoría ilimitado. También ha sido cuatro veces campeón de Checoslovaquia.
Petr Jirmus sigue siendo piloto de transporte de línea aérea en activo, desde 1986 pilota Boeing 737.Ha volado con muchos tipos de aviones. 
Vuela actualmente para la empresa de servicios de viaje como capitán de Boeing 737. 

## Logros
- 1983 - Ganador ilimitado Campeonato de Europa de Vuelo Acrobático, Ravenna (Italia)
- 1984 - Ganador ilimitado Campeonato del Mundo de Vuelo Acrobático, Bekescsaba (Hungría)
- 1985 - Ganador ilimitado Campeonato de Europa de Vuelo Acrobático, Hosín (Checoslovaquia)
- 1895 - Ganador ilimitado Socialist countries aerobatic championships
- 1986 - Ganador ilimitado Campeonato del Mundo de Vuelo Acrobático, South Cerney (Reino Unido)